# Lithophane pallidicosta
Lithophane pallidicosta là một loài bướm đêm trong họ Noctuidae.